# كين باكستون
اسمه الكامل هو وورين كينيث باكستون جونيور (بالإنجليزية: Warren Kenneth Paxton Jr.) هو سياسي ومحامي أمريكي من الحزب الجمهوري ولد في يوم 23 ديسمبر 1962 في بلدة مينوت في ولاية داكوتا الشمالية. أكمل دراسة علم النفس في جامعة بايلور في واكو في تكساس وثم حصل على شهادة الدكتوراة في القانون من جامعة فرجينيا. انتخب في سنة 2015 ليكون المدعي العام لولاية تكساس خلفاً لغريغ أبوت.